# Pupil (Maxwell)

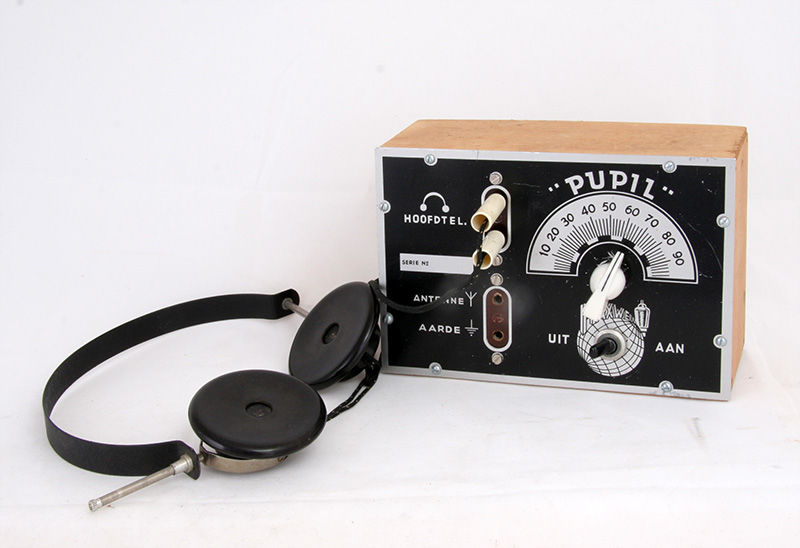
Originele Maxwell Pupil. Zelfbouwradio ontwikkeld door de heer Frencken.

De Pupil was een zelfbouwradio uit de jaren vijftig. De firma Maxwell te Panningen produceerde in de jaren vijftig van de 20e eeuw een reeks zelfbouwradio's, -taperecorders en -televisies. Het instapmodel voor de jeugd was de Pupil, een radio met één buis, en voor de geluidsweergave een koptelefoon.